# ليلي تايلور
ليلي تايلور (بالإنجليزية: Lili Taylor)‏ (و. 1967 – م) هي ممثلة، وكاتبة سيناريو، وممثلة مسرحية، وممثلة تلفزيونية من الولايات المتحدة الأمريكية. ولدت في غلنكويي.تتتت

## التعليم
تعلمت في جامعة دي بول.

## روابط خارجية
- ليلي تايلور على موقع IMDb (الإنجليزية)
- ليلي تايلور على موقع مونزينجر (الألمانية)
- ليلي تايلور على موقع ألو سيني (الفرنسية)
- ليلي تايلور على موقع تيرنر كلاسيك موفيز (الإنجليزية)
- ليلي تايلور على موقع أول موفي (الإنجليزية)
- ليلي تايلور على موقع قاعدة بيانات برودواي على الإنترنت (الإنجليزية)
- ليلي تايلور على موقع قاعدة بيانات الأفلام السويدية (السويدية)
- ليلي تايلور على موقع إن إن دي بي (الإنجليزية)
- ليلي تايلور على موقع قاعدة بيانات الفيلم (الإنجليزية)
- ليلي تايلور على موقع كينوبويسك (الروسية)